# Gambier Islands
Gambier Islands är öar i Australien. De ligger i delstaten South Australia, omkring 200 kilometer väster om delstatshuvudstaden Adelaide.
Genomsnittlig årsnederbörd är 772 millimeter. Den regnigaste månaden är juni, med i genomsnitt 139 mm nederbörd, och den torraste är januari, med 22 mm nederbörd.